# Ратыщевский сельский совет (Зборовский район)
Ратыщевский сельский совет (укр. Ратищівська сільська рада) — входит в состав
Зборовского района
Тернопольской области
Украины.
Административный центр сельского совета находится в 
с. Ратыщи.

## История
- 1939 — дата образования.

## Населённые пункты совета
- с. Ратыщи
- с. Песчаное